# Thomisidae
Los tomísidos (Thomisidae) son una familia de arañas araneomorfas conocidas popularmente como arañas cangrejo, debido al gran tamaño de los pares de patas 1 y 2 y a su capacidad para desplazarse lateralmente, que les dan apariencia de cangrejos. Poseen un veneno poderoso contra insectos, lo que les hace unas efectivas cazadoras. Una especie muy común en Europa y en Norteamérica es Misumena vatia.
Miden entre 1.5 y 11.3 mm. A menudo se las encuentra en flores, especialmente las de los géneros Misumena, Misumenoides y Misumenops (Mecaphesa).

## Descripción
Los miembros de esta familia de arañas no tejen telarañas y son depredadores de emboscada. Las dos patas delanteras suelen ser más largas y robustas que el resto de las patas. Las dos patas traseras son más pequeñas y generalmente están cubiertas por una serie de fuertes espinas. Tienen coloraciones opacas como marrón, gris o verde muy brillante, rosa, blanco o amarillo. Obtienen su nombre por la forma de su cuerpo y, por lo general, se mueven hacia los lados o hacia atrás. Estas arañas son bastante fáciles de identificar y rara vez se pueden confundir con la familia Sparassidae, aunque las arañas cangrejo suelen ser más pequeñas.

## Etimología
Las arañas de esta familia se denominan "arañas cangrejo" debido a su parecido con los cangrejos, la forma en que estas arañas sostienen sus dos pares de patas delanteras y su capacidad para escabullirse hacia los lados o hacia atrás. Los tomísidos son la familia a la que generalmente se hace referencia como "arañas cangrejo", aunque algunos miembros de Sparassidae se denominan "arañas cangrejo gigantes", los Selenopidae se denominan "arañas cangrejo de pared" y varios miembros de Sicariidae a veces se denominan "arañas cangrejo de seis ojos". Algunas especies de arañas tejedoras de orbes lejanamente relacionadas, como Gasteracantha cancriformis, también se denominan a veces "arañas cangrejo".

## Géneros
Se reconocen los siguientes géneros según WSC:
- Acentroscelus Simon, 1886
- Acrotmarus Tang & Li, 2012
- Alcimochthes Simon, 1885
- Amyciaea Simon, 1885
- Angaeus Thorell, 1881
- Ansiea Lehtinen, 2004
- Aphantochilus O. Pickard-Cambridge, 1870
- Apyretina Strand, 1929
- Australomisidia Szymkowiak, 2014
- Avelis Simon, 1895
- Bassaniana Strand, 1928
- Bassaniodes Pocock, 1903
- Boliscus Thorell, 1891
- Bomis L. Koch, 1874
- Bonapruncinia Benoit, 1977
- Boomerangia Szymkowiak, 2014
- Borboropactus Simon, 1884
- Bucranium O. Pickard-Cambridge, 1881
- Camaricus Thorell, 1887
- Carcinarachne Schmidt, 1956
- Cebrenninus Simon, 1887
- Ceraarachne Keyserling, 1880
- Cetratus Kulczyński, 1911
- Coenypha Simon, 1895
- Coriarachne Thorell, 1870
- Corynethrix L. Koch, 1876
- Cozyptila Lehtinen & Marusik, 2005
- Cymbacha L. Koch, 1874
- Cymbachina Bryant, 1933
- Cynathea Simon, 1895
- Cyriogonus Simon, 1886
- Deltoclita Simon, 1887
- Demogenes Simon, 1895
- Diaea Thorell, 1869
- Dietopsa Strand, 1932
- Dimizonops Pocock, 1903
- Diplotychus Simon, 1903
- Domatha Simon, 1895
- Ebelingia Lehtinen, 2004
- Ebrechtella Dahl, 1907
- Emplesiogonus Simon, 1903
- Epicadinus Simon, 1895
- Epicadus Simon, 1895
- Epidius Thorell, 1877
- Erissoides Mello-Leitão, 1929
- Erissus Simon, 1895
- Felsina Simon, 1895
- Firmicus Simon, 1895
- Geraesta Simon, 1889
- Gnoerichia Dahl, 1907
- Haedanula Caporiacco, 1941
- Haplotmarus Simon, 1909
- Hedana L. Koch, 1874
- Henriksenia Lehtinen, 2004
- Herbessus Simon, 1903
- Heriaesynaema Caporiacco, 1939
- Heriaeus Simon, 1875
- Heterogriffus Platnick, 1976
- Hewittia Lessert, 1928
- Hexommulocymus Caporiacco, 1955
- Holopelus Simon, 1886
- Ibana Benjamin, 2014
- Indosmodicinus Sen, Saha & Raychaudhuri, 2010
- Indoxysticus Benjamin & Jaleel, 2010
- Iphoctesis Simon, 1903
- Isala L. Koch, 1876
- Isaloides F. O. Pickard-Cambridge, 1900
- Kryptochroma Machado, 2021
- Lampertia Strand, 1907
- Latifrons Kulczyński, 1911
- Ledouxia Lehtinen, 2004
- Loxobates Thorell, 1877
- Loxoporetes Kulczyński, 1911
- Lycopus Thorell, 1895
- Lysiteles Simon, 1895
- Massuria Thorell, 1887
- Mastira Thorell, 1891
- Mecaphesa Simon, 1900
- Megapyge Caporiacco, 1947
- Metadiaea Mello-Leitão, 1929
- Micromisumenops Tang & Li, 2010
- Misumena Latreille, 1804
- Misumenoides F. O. Pickard-Cambridge, 1900
- Misumenops F. O. Pickard-Cambridge, 1900
- Misumessus Banks, 1904
- Modysticus Gertsch, 1953
- Monaeses Thorell, 1869
- Musaeus Thorell, 1890
- Mystaria Simon, 1895
- Narcaeus Thorell, 1890
- Nyctimus Thorell, 1877
- Ocyllus Thorell, 1887
- Onocolus Simon, 1895
- Ostanes Simon, 1895
- Oxytate L. Koch, 1878
- Ozyptila Simon, 1864
- Pactactes Simon, 1895
- Pagida Simon, 1895
- Parabomis Kulczyński, 1901
- Parasmodix Jézéquel, 1966
- Parastrophius Simon, 1903
- Parasynema F. O. Pickard-Cambridge, 1900
- Pasias Simon, 1895
- Pasiasula Roewer, 1942
- Phaenopoma Simon, 1895
- Pharta Thorell, 1891
- Pherecydes O. Pickard-Cambridge, 1883
- Philodamia Thorell, 1894
- Philogaeus Simon, 1895
- Phireza Simon, 1886
- Phrynarachne Thorell, 1869
- Physoplatys Simon, 1895
- Pistius Simon, 1875
- Plastonomus Simon, 1903
- Platyarachne Keyserling, 1880
- Platythomisus Doleschall, 1859
- Poecilothomisus Simon, 1895
- Porropis L. Koch, 1876
- Prepotelus Simon, 1898
- Psammitis Menge, 1876
- Pseudamyciaea Simon, 1905
- Pseudoporrhopis Simon, 1886
- Pycnaxis Simon, 1895
- Pyresthesis Butler, 1879
- Reinickella Dahl, 1907
- Rejanellus Lise, 2005
- Rhaebobates Thorell, 1881
- Runcinia Simon, 1875
- Runcinioides Mello-Leitão, 1929
- Saccodomus Rainbow, 1900
- Scopticus Simon, 1895
- Sidymella Strand, 1942
- Simorcus Simon, 1895
- Sinothomisus Tang et al., 2006
- Smodicinodes Ono, 1993
- Smodicinus Simon, 1895
- Soelteria Dahl, 1907
- Spilosynema Tang & Li, 2010
- Spiracme Menge, 1876
- Stephanopis O. Pickard-Cambridge, 1869
- Stephanopoides Keyserling, 1880
- Stiphropella Lawrence, 1952
- Stiphropus Gerstäcker, 1873
- Strigoplus Simon, 1885
- Strophius Keyserling, 1880
- Sylligma Simon, 1895
- Synaemops Mello-Leitão, 1929
- Synalus Simon, 1895
- Synema Simon, 1864
- Tagulinus Simon, 1903
- Tagulis Simon, 1895
- Talaus Simon, 1886
- Tarrocanus Simon, 1895
- Taypaliito Barrion & Litsinger, 1995
- Tharpyna L. Koch, 1874
- Tharrhalea L. Koch, 1875
- Thomisops Karsch, 1879
- Thomisus Walckenaer, 1805
- Titidiops Mello-Leitão, 1929
- Titidius Simon, 1895
- Tmarus Simon, 1875
- Trichopagis Simon, 1886
- Ulocymus Simon, 1886
- Uraarachne Keyserling, 1880
- Wechselia Dahl, 1907
- Xysticus C. L. Koch, 1835
- Zametopina Simon, 1909
- Zygometis Simon, 1901

## Galería

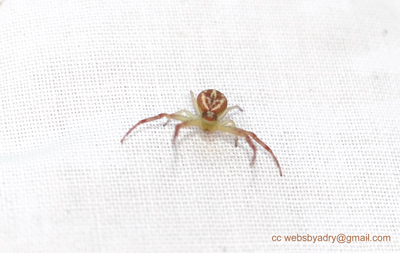
Araña cangrejo
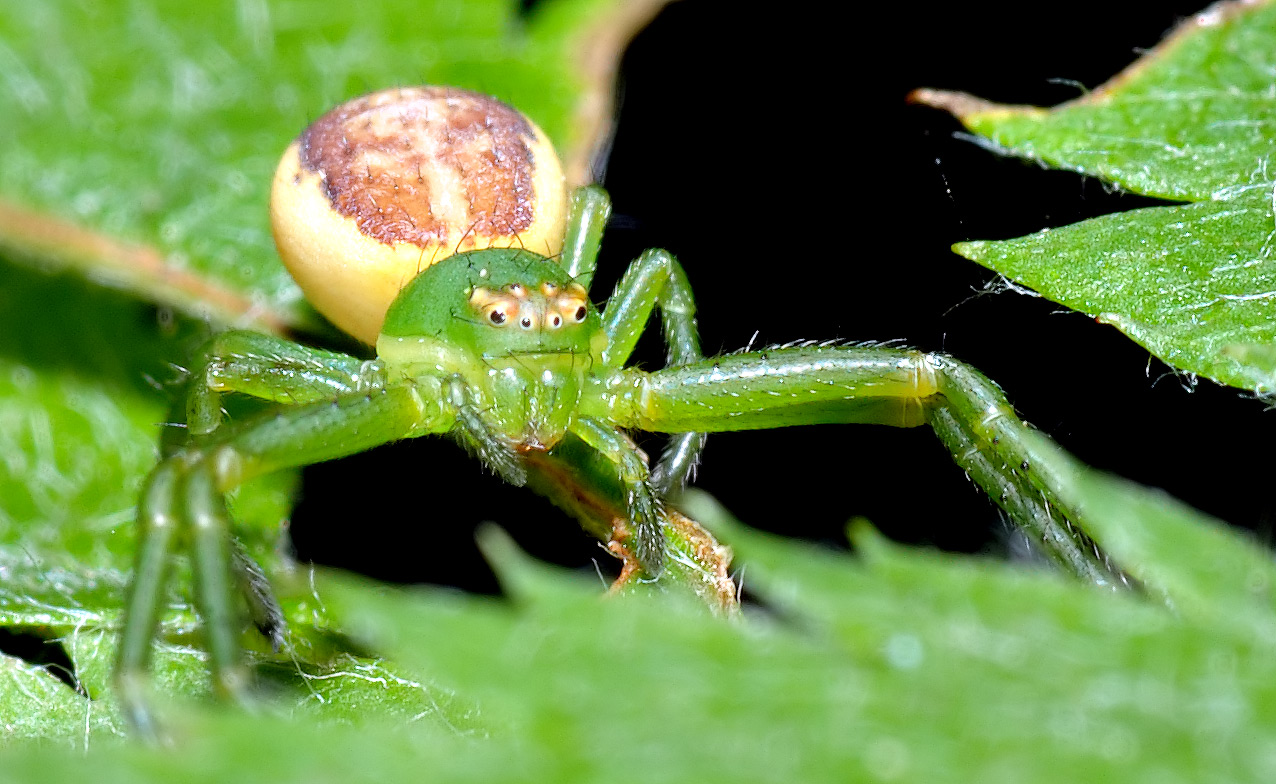
Diaea dorsata
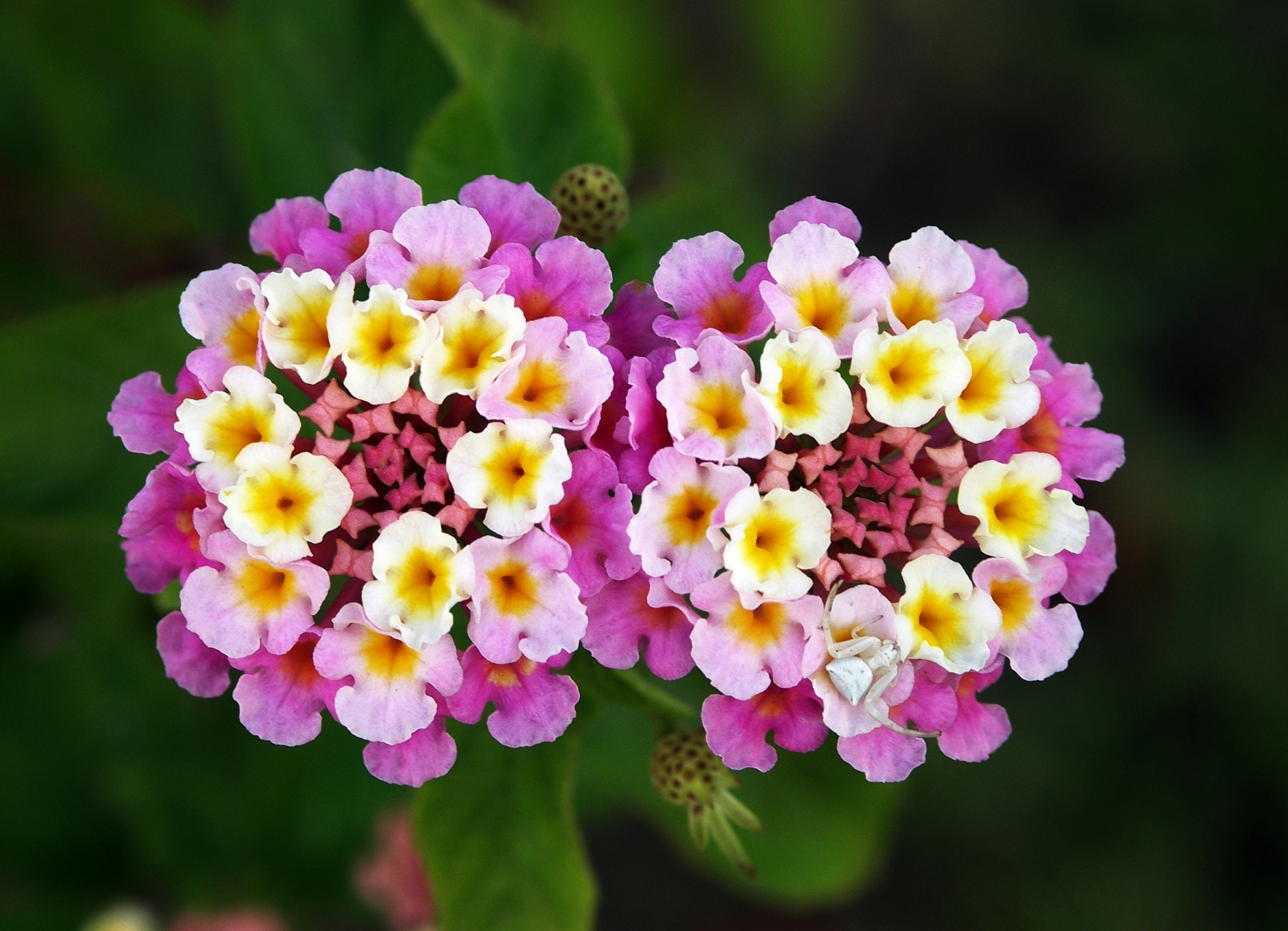
Misumenoides formocipes
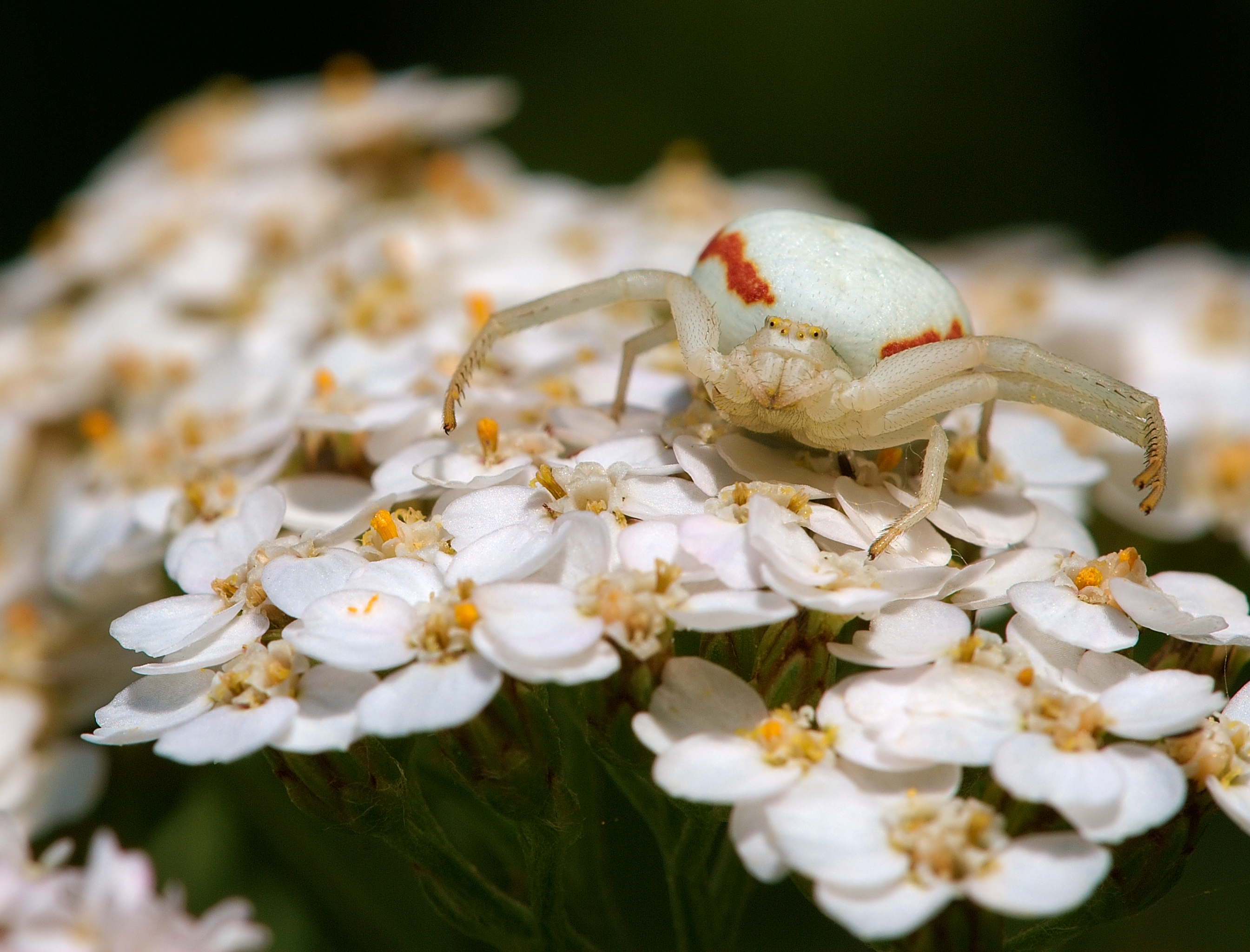
Misumena vatia
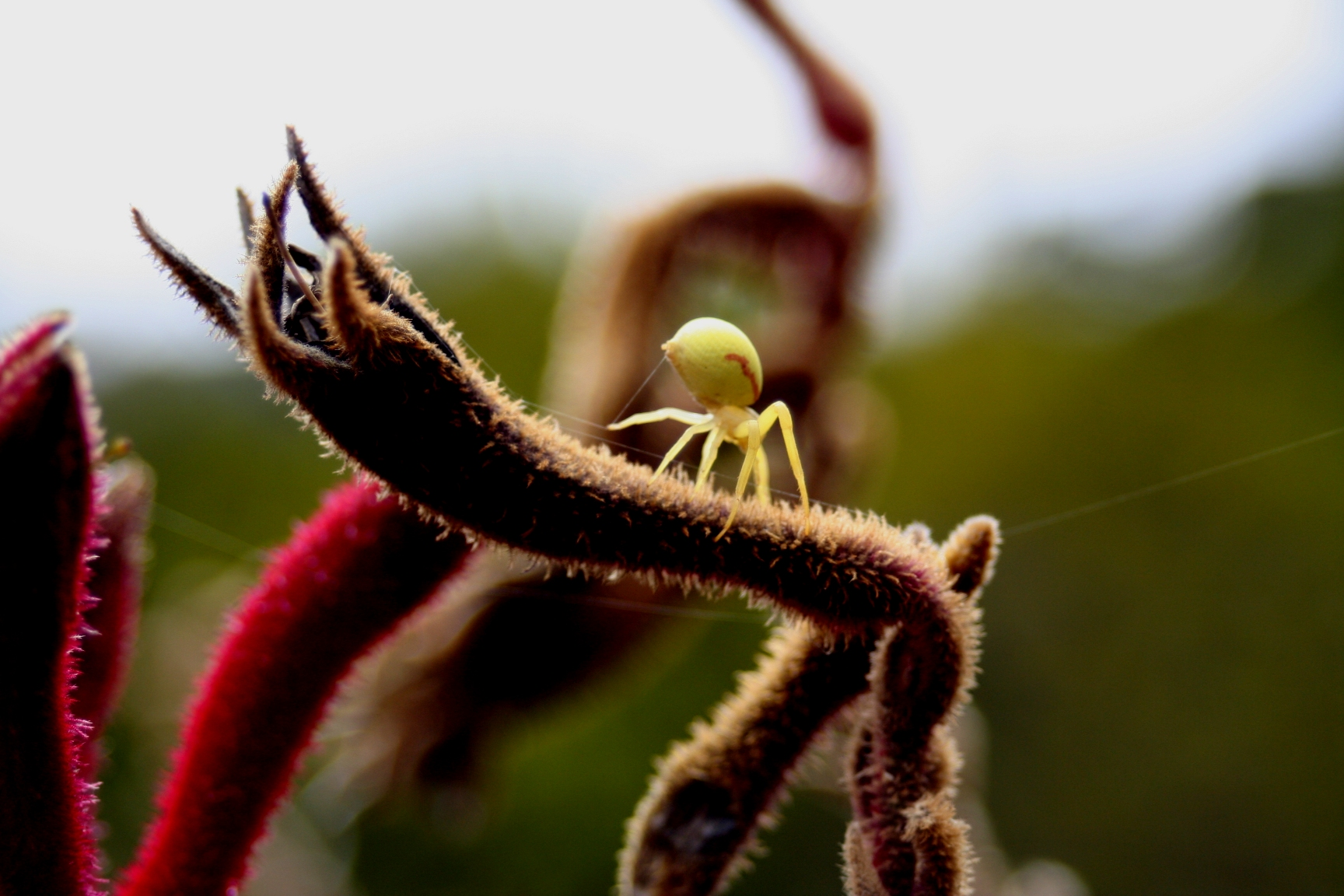
Misumena vatia
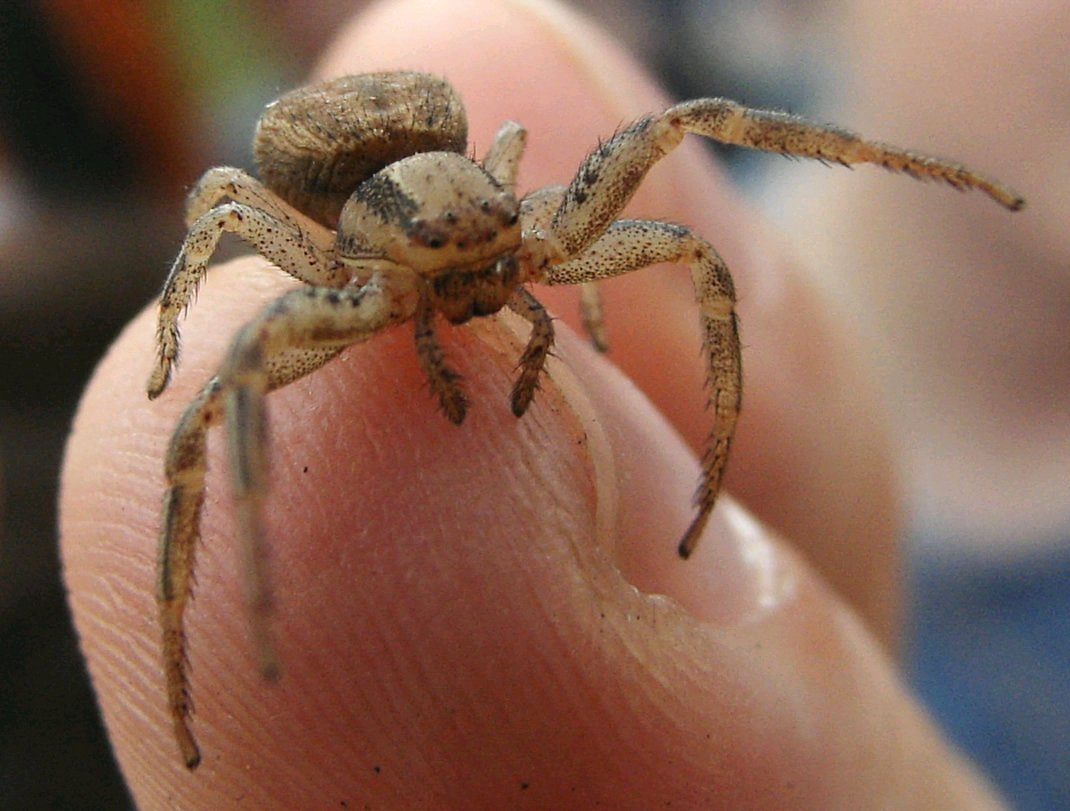
Ozyptila atomaria
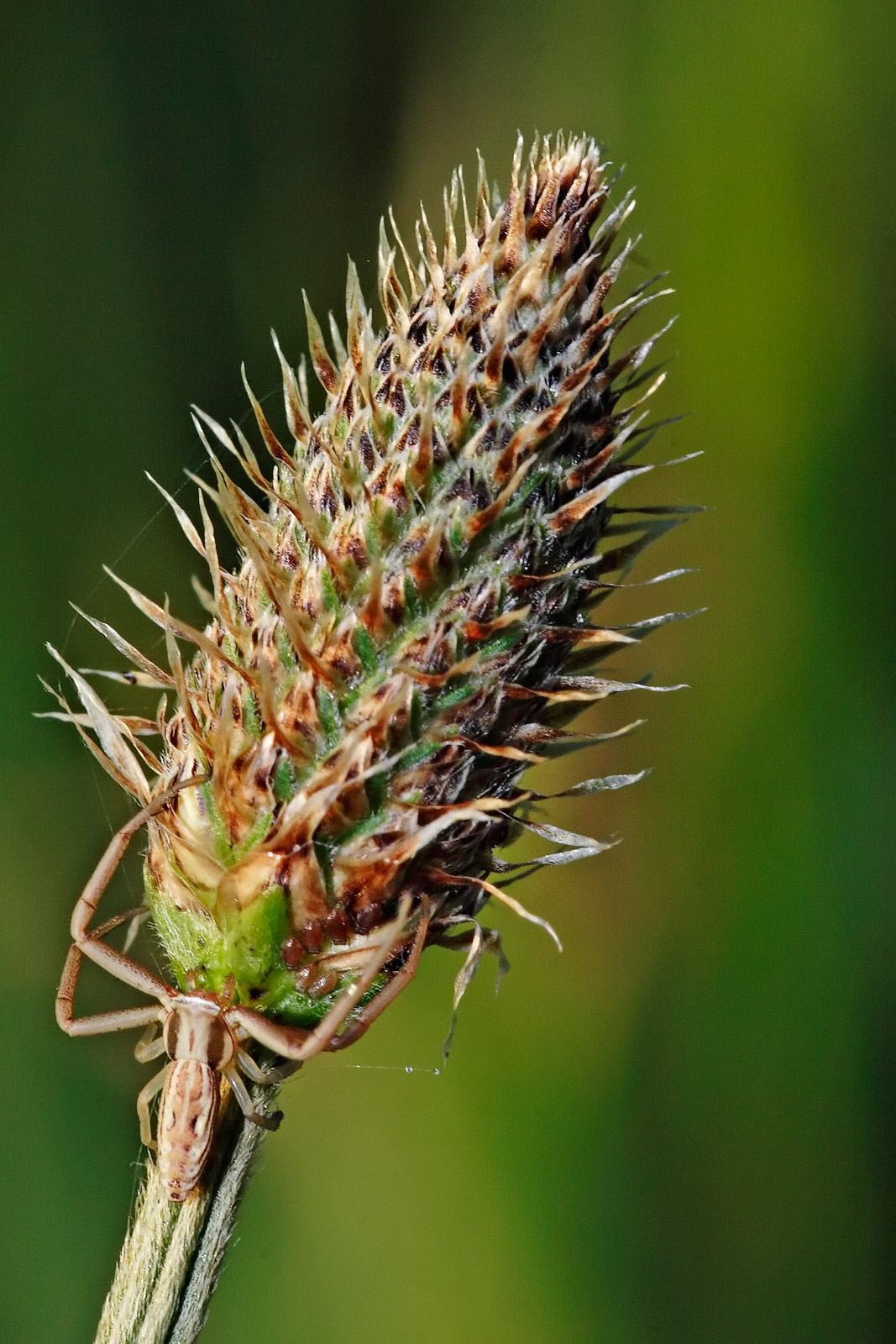
Runcinia acuminata
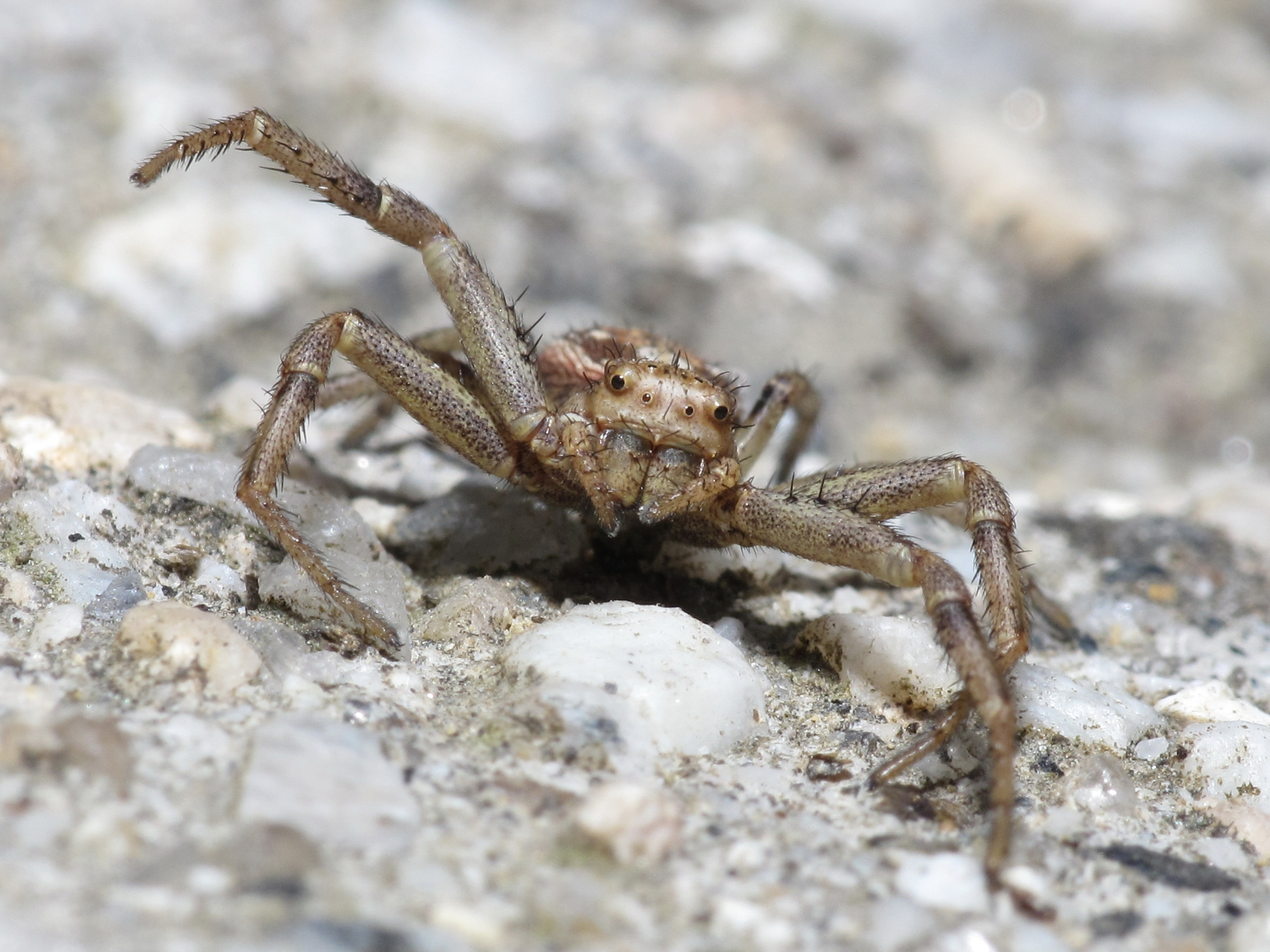
Xysticus cristatus, Galicia